# Балунова, Соня
Соня Бурянова, в замужестве Балунова (чеш. Soňa Balunová; 8 июня 1924, Брно — 1 февраля 2013, Вена) — фигуристка из Чехословакии, бронзовый призёр чемпионата Европы 1954 года, шестикратная чемпионка Чехословакии в парном катании.
Выступала в паре с Милославом Балуном.

## Карьера
Соня Балунова была разносторонней спортсменкой — занималась волейболом, лёгкой атлетикой (метание копья). В 1948 году она стала выступать в парном катании с будущим мужем Милославом Балуном. С 1950 по 1955 годы пара становилась чемпионами Чехословакии. В 1953 году они заняли третье место на чемпионате Европы. В 1963— 1964 годах были консультантами советских тренеров Москвиной, Тарасовой, Жука. В 1967 году переехала в Австрию. Работала тренером.

## Семья
Была замужем за своим партнёром Милославом. В 1955 года у них родилась дочь Соня, впоследствии фигуристка-одиночница, выступала за Австрию.

## Спортивные достижения
| Соревнования/Сезоны     | 1950 | 1951 | 1952 | 1953 | 1954 | 1955 |
| ----------------------- | ---- | ---- | ---- | ---- | ---- | ---- |
| Чемпионаты Европы       | 6    |      | 6    |      | 3    |      |
| Чемпионаты Чехословакии | 1    | 1    | 1    | 1    | 1    | 1    |